# Падение Мазари-Шарифа (2001)
Падение Мазари-Шарифа происходило 9—10 ноября 2001 года в ходе вторжения США в Афганистан. Операция длилась около полутора часов и окончилась победой сил Северного альянса.

## Предыстория
В августе 1998 года Северный альянс отступил из Мазари-Шарифа, после чего талибы захватили город и устроили в нём кровавую резню, в результате которой погибло от 100 до 2 тысяч человек, принадлежащих к различным этническим общинам.

## Ход операции
Ещё до начала операции талибы начали покидать свои позиции и отошли в сторону Кабула и на восток к провинции Саманган.
Силы Северного альянса прорвали оборону талибов на южной окраине Мазари-Шарифа, захватили гражданский аэропорт и вошли в город.
В результате Северный альянс смог занять стратегически важный город, чтобы начать концентрацию войск для подготовки массированного наступления на Кабул. С захватом города открылся транспортный коридор, по которому Северный альянс смог получать военную помощь с территории Узбекистана.